# بازی حسی
بازی حسی، گونه ای از فعالیت های شهوانی است که در آن  به شریک دیگر تحریکاتی جسمی -شامل حواس پنجگانه به خصوص لامسه- اعمال میشود، این عمل حالت متضاد اشکال بازی شهوانی مانند تغییر جایگاه قدرت افراد یا نقش آفرینی جنسی است. 
بازی حسی ممکن است مرتبط با حواس باشد ، مثل نقاطی که به طور کلی خوشایند و ملو هستند. بسیاری از زوج هایی که فعالیت خود را در چهارچوب بی‌دی‌اس‌ام نمی‌دانند ، با این نوع بازی ها آشنا هستند: استفاده از روسری های ابریشمی ، پرها ، یخ ، روغن های ماساژ و سایر لوازم مشابه ابزارهایی برای تحریک نقاط فوق هستند. 
بازی حسی در بی‌دی‌اس‌ام همچنین می تواند شامل بازی هایسادومازوخیستی باشد. 

## نمونه‌ها
در بازی های بی دی اس ام، فرد فاعلی (یا دام ) احساس کنترل کنندگی و تحریکات را به مفعول (یا مطیع )  اعمال می کند. 
- دو شریک در عین حال که چشم‌بند دارند، اقدام به بوسیدن یکدیگر می کنند
- تماس با بافتهای غیرمعمول مانند پر ، ابریشم یا چرم
- غلغلک شهوانی
- محرومیت حسی مانند مومیایی کردن
- تماس با دماهای شدید مانند یخ یا اشک داغ شمع
- گاز گرفتن و چنگ کشیدن
- شلاق ، شلاق زدن ، بستن محدودکننده فرد و سایر فعالیتهای مرتبط با بی دی اس ام .
- بستن قسمت هایی از بدن با گیره ، فورسپس ، گیره نوک پستان یا دستگاه های مشابه.
- سایر لوازم جانبی که معمولاً در زمینه های جنسی مورد استفاده قرار نمی‌گیرند ، مانند مسواک برقی .